# SQL Server Integration Services
SQL Server Integration Services (SSIS) – graficzne narzędzie ETL firmy Microsoft włączone do Microsoft SQL Server od wersji 2005. SQL Server Integration Services jest składnikiem oprogramowania Microsoft SQL Server, który powstał w celu wykonywania szerokiego zakresu zadań migracji danych.